# 大江村 (鳥取県)
大江村（おおえそん）は、鳥取県八頭郡にあった自治体である。1896年（明治29年）3月31日までは八上郡に属した。

## 概要
現在の八頭町大江・橋本・下野（しもつけ）に相当する。千代川水系八東川支流の大江川流域に位置した。
往古この地域は大江郷に属した。大江広元が国主であったとき橋本に因幡国二宮の大江神社を建てたことから郷名にしたとされ、大江川流域（おおむね旧船岡村・旧大伊村域）を郷域にしていたとされる。
藩政時代には鳥取藩領の八上郡大江郷（おおえのごう）に属する橋本村・下野村・栃谷村があった。

## 沿革
- 1881年（明治14年）9月12日 - 鳥取県再置。
- 1883年（明治16年）3月 - 船岡村（後の船岡村大字船岡）に置かれた連合戸長役場の管轄区域となる[3][4]。
- 1889年（明治22年）10月1日 - 町村制の施行により、 橋本村・下野村・栃谷村が合併して村制施行し、八上郡大江村が発足。旧村名を継承した3大字を編成。伊井田村との組合役場を同村大字塩上村に設置[5]。
- 1896年（明治29年）4月1日 - 郡制の施行により、八上郡・八東郡・智頭郡の区域をもって八頭郡が発足し、八頭郡大江村となる。
- 1918年（大正7年）4月1日 - 伊井田村と合併して大伊村が発足。同日大江村廃止[6]。

## 行政
- 歴代組合村長については伊井田村を参照。

## 教育
- 大江尋常小学校：後に八頭町立大江小学校となり、現在は統合により八頭町立船岡小学校。

## 備考
- 後の大伊村は船岡町発足直前の1952年（昭和27年）10月16日に大字栃谷を大字大江に改称した[7]。